# Studenský potok (přítok Hamerského potoka)
Studenský potok je vodoteč na území České republiky pramenící v Kraji Vysočina, okres Jihlava, ale z větší části tekoucí po území Jihočeského kraje, okres Jindřichův Hradec.

## Průběh toku
Pramení na severním svahu nejvyššího vrcholu Českomoravské vrchoviny Javořice v nadmořské výšce 774 m, poté jihozápadním směrem protéká Zeleným údolím, kde nejprve přijímá první přítok a poté vtéká do rybníka Zhejral, kolem kterého se rozkládá národní přírodní rezervace.
Potok vytéká z rybníka a dále pokračuje na jih, kde se nachází rybník Karhov. Z něj pak pokračuje přes Horní Pole a rybníky Pilný a Zlatuška. Další tok potoka vede především jihojihozápadním směrem do rybníka Kameňák a odtud do Kopejtkova rybníka na okraji Studené.
Ze Studené pokračuje potok jižně do Nového rybníka, protéká Horními Němčicemi, jižně od nich se obrací k západu a vtéká do Meziříčského rybníka v Horním Meziříčku, kde ústí do Hamerského potoka.